# 往生寺 (長野市)
往生寺（おうじょうじ）は、長野県長野市にある浄土宗の寺院。山号は安楽山、院号は菩提院。善光寺の奥の院にあたる。本尊は阿弥陀如来。

## 概要
市内の西光寺とともに、謡曲、説経節などで広まった苅萱と石堂丸の伝説で知られ、正治元年（1199年）創建の伝承を持つ。境内には善行寺如来が来迎して刈萱を招いたという来迎松と、刈萱の墓、苅萱親子地蔵がある。また地元出身の草川信が作曲した唱歌「夕焼小焼」のモデルとなった鐘と、その歌碑がある。

## 交通アクセス
- JR北陸新幹線長野駅から車で約10分。